# Консенсус-прогноз
Консенсус-прогноз — це передбачення майбутнього, яке створюються шляхом об’єднання кількох окремих прогнозів, які часто створювалися з використанням різних методологій. Використовуються в ряді наук, починаючи від економетрики і закінчуючи метеорологією.  Також відомий як комбінування прогнозів, усереднення прогнозів або усереднення моделі (в економетриці та статистиці) і комітетна машина, усереднення за ансамблем або агрегація експертів (у машинному навчанні). Застосування можуть варіюватися від прогнозування погоди до прогнозування річного валового внутрішнього продукту країни або кількості автомобілів, які компанія чи окремий дилер, ймовірно, продасть за рік. Хоча прогнози часто робляться для майбутніх значень часового ряду, вони також можуть бути для одноразових подій, таких як результати президентських виборів або футбольного матчу.

## Передумови
Прогнозування відіграє ключову роль у процесі планування будь-якої організації, оскільки забезпечує уявлення про невизначеність. За допомогою моделювання можна буде оцінити, чи можуть запропоновані стратегії досягти бажаних цілей у заздалегідь визначених межах. У сфері економічного прогнозування майбутній шлях економіки притаманний практично кожній компанії, а отже, існує значний попит на точні економічні прогнози. Цьому значному попиту відповідає великий обсяг легкодоступної прогнозної інформації від урядів, міжнародних агенцій та різних приватних фірм. Такі компанії, як Consensus Economics і Blue Chip Economic Indicators, спеціалізуються на публікації даних економічних прогнозів, причому перша охоплює більшість основних регіонів світу, а друга зосереджується на економіці США. Однак розшифрувати найкращий метод прогнозування — завдання не з легких і багато в чому залежить від цілей користувача та обмежень, з якими він, ймовірно, зіткнеться. Замість того, щоб намагатися визначити єдиний найкращий метод прогнозування, альтернативний підхід полягає в тому, щоб об’єднати результати незалежних прогнозистів і взяти середнє значення прогнозів.
Цей метод отримання простого середнього значення панелі незалежних прогнозів, отриманих на основі різних методів прогнозування, відомий як комбінування прогнозів, а результат часто називають консенсусним прогнозом. Якщо конкретна модель прогнозу, яка дає менші похибки прогнозу в порівнянні з іншими окремими прогнозами, не може бути визначена, прийняття консенсусного підходу може бути вигідним завдяки досягненню диверсифікації. Комбінація економічних прогнозів добре запроваджена в багатьох країнах і може врахувати центральні банки, державні установи та підприємства серед користувачів. В останні десятиліття консенсус-прогнози викликали великий інтерес, підкріплений публікацією величезної частини академічних досліджень щодо точності прогнозів. Емпіричні дослідження показують, що об’єднання прогнозів підвищило точність прогнозів. Однією з переваг використання консенсусних прогнозів є те, що він може виявитися корисним, якщо ситуація має високий ступінь невизначеності або ризику, а вибір найточнішого прогнозу наперед утруднений. Навіть якщо один метод визначено як найкращий, поєднання все одно варто, якщо інші методи можуть зробити певний позитивний внесок у точність прогнозу. Більше того, багато факторів можуть вплинути на незалежний прогноз, і вони, разом з будь-якою додатковою корисною інформацією, можуть бути отримані за допомогою консенсусного підходу. Іншим аргументом на користь цього методу є те, що індивідуальні прогнози можуть бути схильні до численних когнітивних упереджень, але їх можна звести до мінімуму, комбінуючи незалежні прогнози разом. Таким чином, об’єднання розглядається як допомагає підвищити точність прогнозу за рахунок зменшення помилок прогнозу окремих прогнозів. Крім того, усереднення прогнозів, ймовірно, буде кориснішим, коли дані та методи прогнозування, з яких складаються складові прогнози, суттєво відрізняються. І навіть незважаючи на те, що це лише простий підхід (як правило, незважене середнє), цей метод настільки ж корисний, як і інші більш складні моделі. Справді, останні дослідження, проведені за останнє десятиліття, показали, що з часом комбінований прогноз з однаковими ваговими показниками зазвичай точніший, ніж індивідуальні прогнози, які складають консенсус.   
Загалом, корисність методики консенсусного прогнозування була підтверджена багатьма емпіричними дослідженнями за останні десятиліття. Використання рівних ваг у методі комбінування є привабливим через його простоту та легкість опису. Серед іншого, цей простий метод усереднення прогнозів окремих прогнозистів був застосований на практиці багатьма світовими центральними банками, коли вони намагаються оцінити очікування в приватному секторі. Емпіричне дослідження, проведене Роєм Бетчелором у 2000 році, демонструє більшу точність консенсусних прогнозів щодо макроекономічних прогнозів, вироблених провідними транснаціональними агентствами, такими як Міжнародний валютний фонд та Організація економічного співробітництва та розвитку.  Дослідження Роберта С. Джонса показало: «Принаймні з моменту публікації «Комбінації прогнозів» (Bates and Granger [1969]), економістам відомо, що комбінування прогнозів з різних джерел може як покращити точність, так і зменшити помилку прогнозів. Протягом останніх років численні дослідження підтвердили ці висновки, окреслили умови, за яких комбінації прогнозів є найефективнішими, і спробували пояснити, чому прості рівні вагові коефіцієнти працюють так добре порівняно з більш складними статистичними методами». 

## Імовірнісні прогнози
Хоча література про комбінування точкових прогнозів дуже багата, тема комбінування імовірнісних прогнозів не настільки популярна.  Існує дуже мало статей, які чітко розглядають комбінацію інтервальних прогнозів, однак у галузі прогнозів щільності є певний прогрес.  Проста, але потужна альтернативна методика була запроваджена в контексті прогнозування цін на електроенергію. Усереднення квантильної регресії (QRA) передбачає застосування квантильної регресії до точкових прогнозів ряду індивідуальних моделей прогнозування або експертів.  Було виявлено, що воно працює надзвичайно добре на практиці – дві найкращі команди, які брали участь у оцінці цін на конкурсі Global Energy Forecasting Competition (GEFCom2014), використовували варіанти QRA.

## Подальше читання
- Timmermann, Allan (2007). An Evaluation of the World Economic Outlook Forecasts. IMF Staff Papers. 54 (1): 1—33. CiteSeerX 10.1.1.547.96. doi:10.1057/palgrave.imfsp.9450007. JSTOR 30036001.
- Novotny, Filip; Rakova, Marie (2011). Assessment of Consensus Forecasts Accuracy: The Czech National Bank Perspective (PDF). Finance a Uver: Czech Journal of Economics & Finance. 61 (4): 348—366. Архів оригіналу (PDF) за 31 грудня 2014. Процитовано 27 червня 2012.